# Francesc de Moxó
Francesc de Paula de Moxó i de Sentmenat (ur. 1 marca 1880 w Barcelonie, zm. 13 kwietnia 1920 tamże) – hiszpański działacz sportowy.

## Życiorys
Był synem Dídaca Moxó i Cerdy (1857–1926), markiza Sant Mori, oraz Marii Mercè de Sentmenat i Patiño (1857–1935).
Związany ze sportem katalońskim Francesc de Moxó był prezesem hiszpańskiego klubu piłkarskiego FC Barcelona od 30 czerwca 1913 do 30 lipca 1914. Jego poprzednikiem był Joan Gamper, a następcą Àlvar Presta. Pełnił funkcję prezesa Federació Catalana de Futbol (1913) i Reial Club de Tennis Barcelona w latach 1911–1920 oraz był współzałożycielem i prezesem Federació de Societats Esportives (1911). Trenował szermierkę i brał udział w licznych zawodach, a także był jednym z założycieli i pierwszym prezesem Associació d'Esgrima Barcelonesa (1913). Od 1914 kierował klubem Yatch Club Barcelona.